# Нисимура, Сигэнага

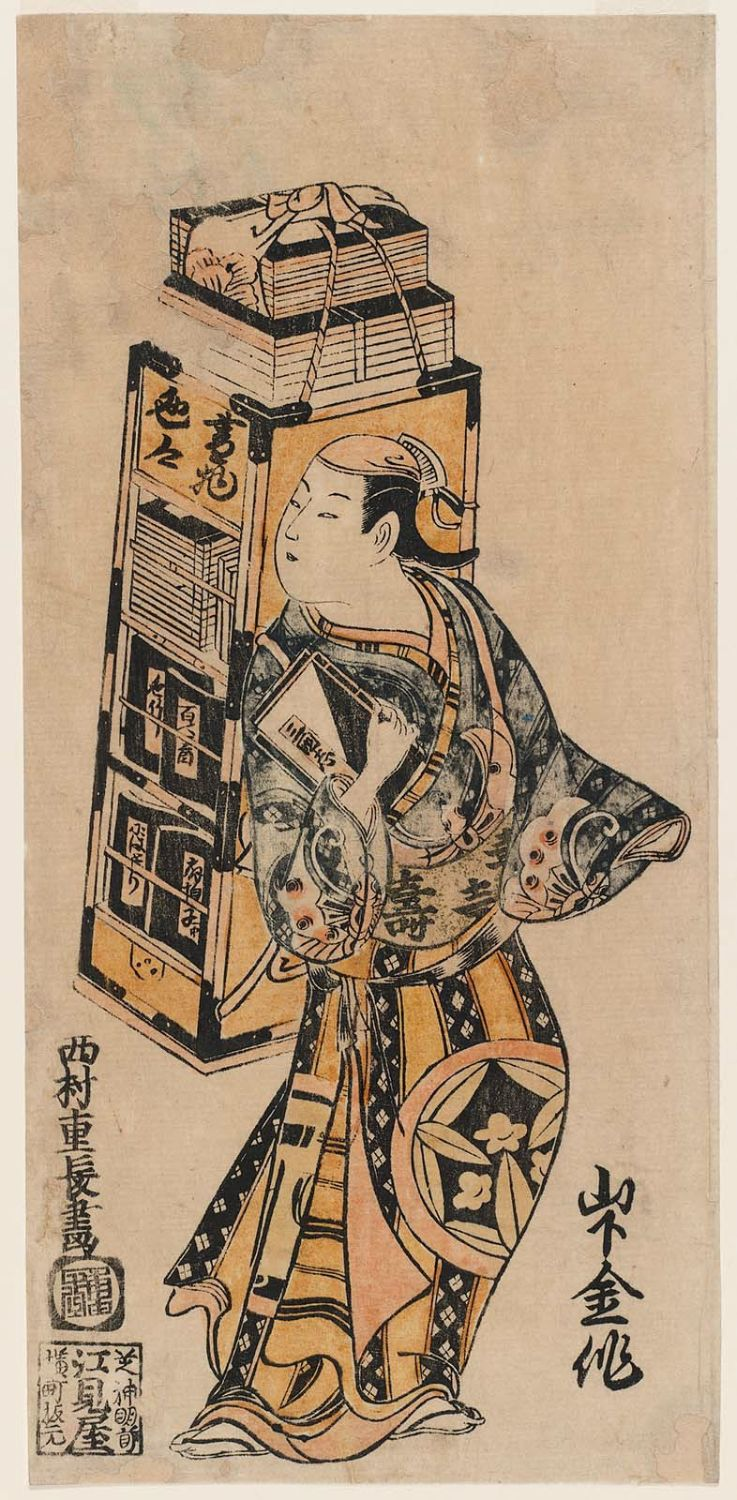
Нисимура, Сигэнага. Актёр Ямасита Кинзаку в роли продавца книг. 1723—1729 гг.

Нисимура Сигэнага (яп. 西村重長, 1697 — 1756) — японский художник, мастер укиё-э, основатель школы Нисимура-Исикава.

## Биография и творчество
О жизни Тории Киёсигэ не осталось сведений, кроме того, что он жил и работал в Эдо. Возможно, он учился в мастерской Тории Киёнобу.
Нисимура Сигэнага работал в основном в жанре якуся-э, частой темой его произведений было изображение молодых актёров в роли уличных торговцев, разносчиков чая и книгонош. Кроме того художник создавал гравюры с сюжетами из классической японской и китайской литературы, портретами красавиц, бытовыми сценами, изображениями театра, экзотических животных и птиц, пейзажи.
Нисимура Сигэнага пользовался различными техниками гравюры. Вслед за Окумура Масанобу он стал использовать приёмы бэни-э, подкрашивая вручную работы 2-3 цветами. Кроме того, он сам изобрёл хособан сампуку-цуй (триптих узкого формата) и технику исидзури-э (рисунок белыми линиями, резко выделяющимися на цветном или чёрном фоне).

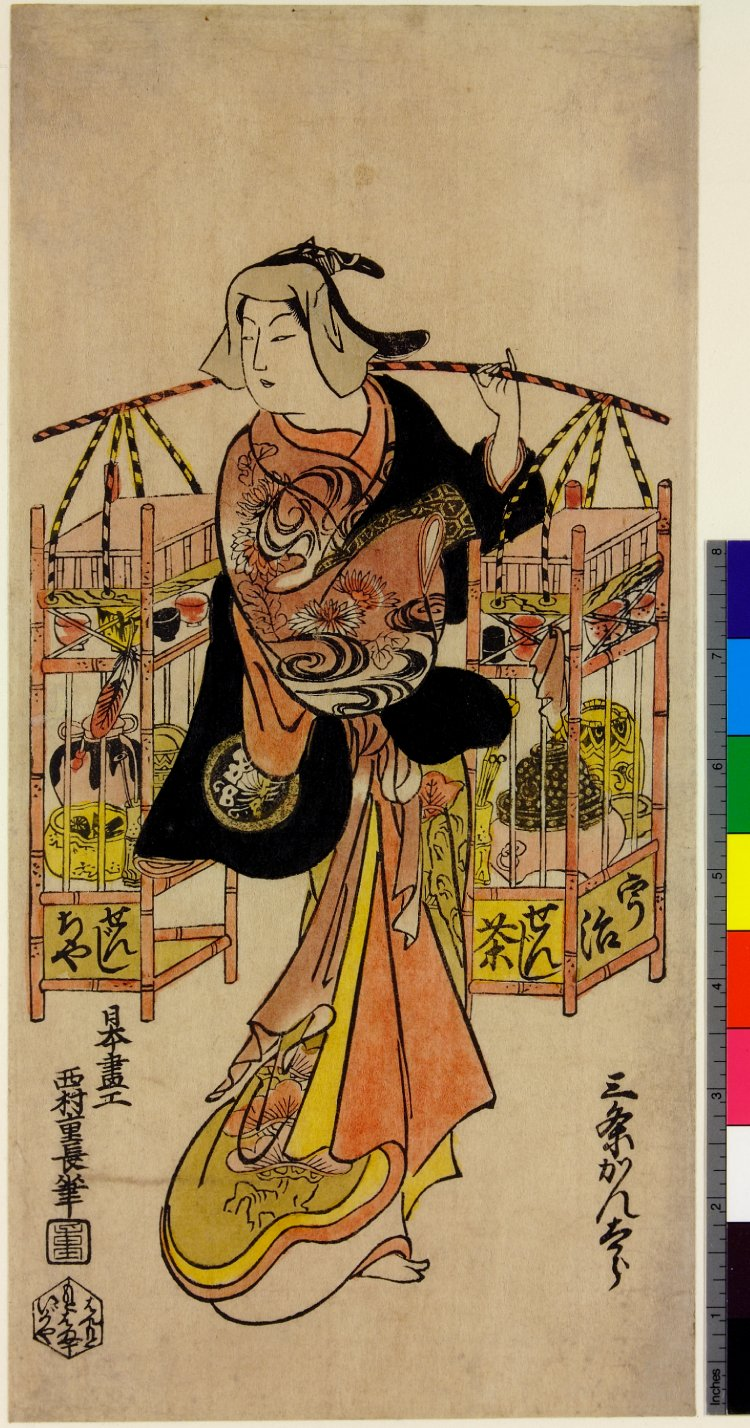
Актёр Сандзё Кантаро в роли продавщицы чая. 1725
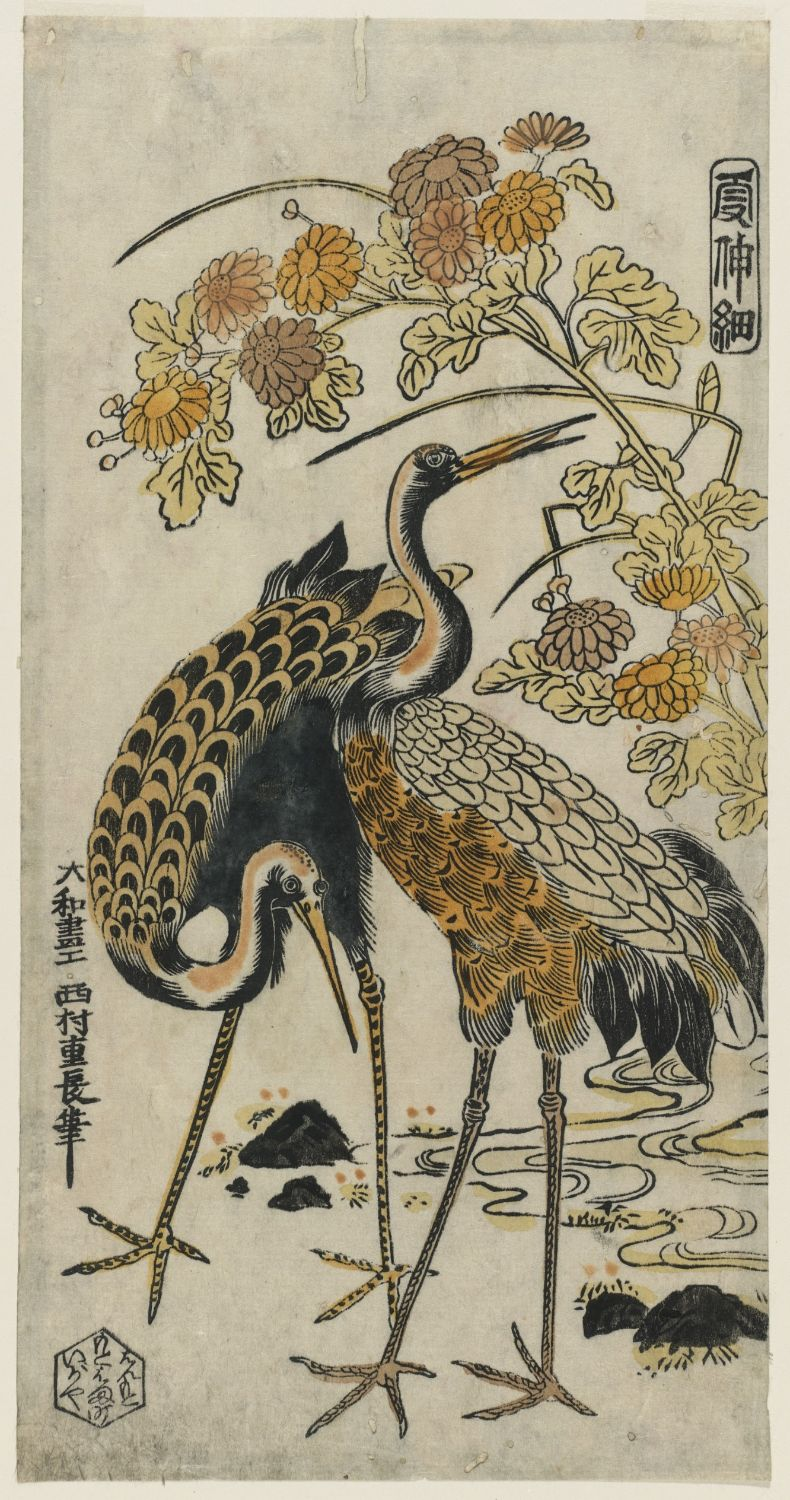
Журавли и хризантемы. 1740
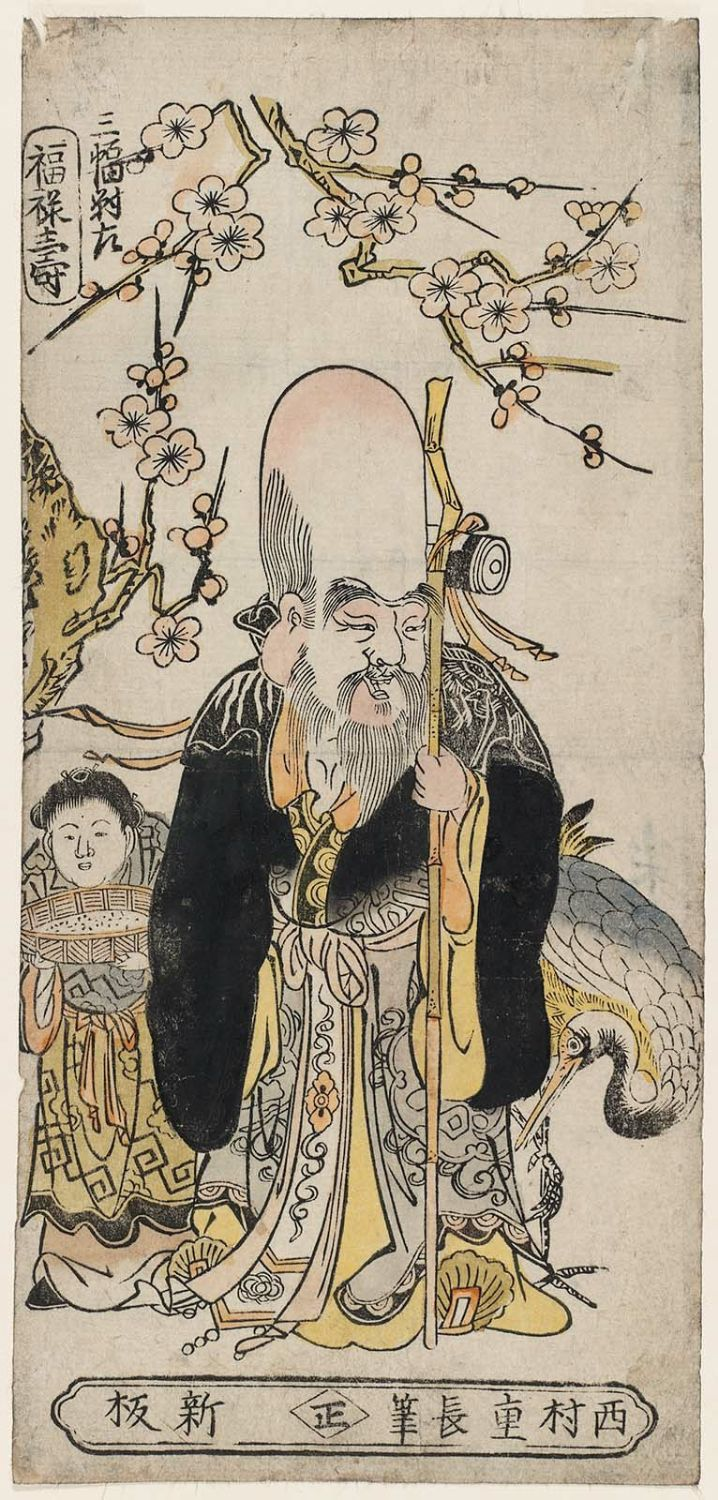
Фукурокудзю — бог мудрости и долголетия. 1740